# 250 nanômetros
O processo de 250 nm refere-se ao nível de tecnologia do processo de fabricação de semicondutores MOSFET que foi comercializado por volta do período de 1996 a 1998.
Um processo CMOS de 250 nm foi demonstrado por uma equipe de pesquisa japonesa da NEC em 1987. Em 1988, uma equipe de pesquisa da IBM fabricou um MOSFET de porta dupla de 250 nm usando um processo CMOS.